# Адмирал Спиридов (фрегат)
«Адмирал Спиридов» — двухбашенный броненосный (башенный) фрегат русского императорского флота, построенный в рамках программы 1864 года. Однотипный с фрегатом «Адмирал Чичагов».

## Командиры
- 04.10.1865 — 01.01.1871 — капитан 1-го ранга Андреев, Николай Николаевич
- 01.01.1871 — 27.11.1872 капитан 1-го ранга Копытов, Николай Васильевич
- 27.11.1872 — 21.02.1883 капитан 2-го ранга (с 08.04.1873 капитан 1-го ранга) Конаржевский, Станислав Адамович
- хх.хх.1883 — хх.хх.1886 капитан 1-го ранга Житков, Владимир Васильевич
- хх.хх.1886 — 26.01.1887 капитан 1-го ранга Бурачёк, Павел Степанович
- 02.02.1887 — 28.02.1888 капитан 1-го ранга Болотников, Павел Александрович
- 07.03.1888 — 01.01.1890 капитан 1-го ранга Дубровин, Модест Михайлович
- ??.??.189? — ??.??.189? капитан 1-го ранга Житков
- хх.хх.1893 — хх.хх.1894 — капитан 2-го ранга Елагин, Иван Николаевич
- 01.01.1894 — хх.хх.1895 — капитан 2-го ранга Хмелевский, Иосиф Иосифович
- хх.хх.1895 — 06.12.1895 — капитан 2-го ранга Скрягин, Николай Александрович
- 06.12.1895 — 26.01.1896 — капитан 2-го ранга Дабич, Николай Дмитриевич
- 10.05.1897 — 10.09.1897 — капитан 2-го ранга Дабич, Николай Дмитриевич
- 06.12.1898 — хх.хх.1902 — капитан 2-го ранга Петров, Григорий Васильевич
- 06.12.1902 — 01.08.1905 — капитан 2-го ранга Бутаков, Фёдор Михайлович
- 22.08.1905 — 24.02.1906 — капитан 2-го ранга Миткевич, Гурий Васильевич
- 10.04.1906 — хх.хх.1907 — капитан 2-го ранга Егоров, Владимир Степанович